# Zbrosław
Zbrosław – staropolskie imię męskie, złożone z dwóch członów: Zbro- (borti - „walczyć”, „zmagać się”) i -sław („sława”). Oznacza ono „tego, czyja sława tworzy się dzięki walce”. Jedną z form skróconych tego imienia był Brosław.
Zbrosław imieniny obchodzi 28 czerwca.